# Bisogna vivere
Bisogna vivere è il trentesimo album del cantante Gianni Morandi, uscito il 1º ottobre 2013.
L'album è stato anticipato dal singolo Solo insieme saremo felici, uscito il 19 luglio dello stesso anno.
Il 12 novembre esce il secondo singolo Bisogna vivere.
Il 13 febbraio 2014 esce il terzo singolo Prima che tutto finisca, in collaborazione con Gianluca Grignani.

## Tracce
1. Bisogna vivere (Pacifico) - 3:48
2. Prima che tutto finisca (feat. Gianluca Grignani) (Gianluca Grignani) - 3:55
3. Solo insieme saremo felici (Saverio Grandi e Emiliano Cecere) - 3:39
4. BellEmilia (Gianluca Taddia) - 3:42
5. Il nascondiglio delle parole d'amore (Saverio Grandi) - 3:57
6. A me capita (Enrico Lisei- 3:38
7. La piramide (Diego Calvetti e Luca Angelosanti) - 4:21
8. Sono un "ti amo" (Alessandra Flora) - 3:27
9. Ti porto al mare (in collaborazione con Bianca Atzei) (Diego Calvetti e Saverio Grandi) - 3:28
10. Ogni vita è grande (Gian Piero Alloisio) - 3:05